# Rebecka Blomqvist
Rebecka Maria Blomqvist (* 24. Juli 1997 in Uddevalla) ist eine schwedische Fußballspielerin. Die Stürmerin steht aktuell bei Eintracht Frankfurt unter Vertrag. Zuvor spielte sie von 2020 bis 2025 für den VfL Wolfsburg. Außerdem ist Blomqvist Nationalspielerin.

## Karriere
Blomqvist begann 2013 beim IK Rössö Uddevalla in der dritten schwedischen Liga (Division 1 Norra Götaland), wo sie in 30 Spielen 34 Tore schoss. 2015 wechselte sie zum Erstligisten Kopparbergs/Göteborg FC, wo sie mit starken Leistungen auf sich aufmerksam machte und in der Saison 2020 mit neun Toren zur ersten Meisterschaft des Vereins beitrug. In der Winterpause 2020/2021 wechselte Blomqvist zum deutschen Serienmeister VfL Wolfsburg. Ihr Debüt für die Wölfinnen gab sie am 5. Februar 2021 im Spiel gegen Turbine Potsdam, dabei erzielte sie auch ihr erstes Bundesliga-Tor. Nach der Saison 2024/25 verließ sie die Wolfsburgerinnen und unterschrieb beim Ligakonkurrenten Eintracht Frankfurt einen Vertrag bis zum 30. Juni 2028.

## Nationalmannschaften
Blomqvist durchlief die schwedischen Juniorinnenmannschaften und konnte mit der U19-Nationalmannschaft die Europameisterschaft 2015 gewinnen. Im ersten Spiel der Qualifikation für die EM 2022 am 3. September 2019 gegen Lettland wurde sie erstmals in der A-Nationalmannschaft eingewechselt. Im letzten Spiel der Qualifikation am 1. Dezember 2020 erzielte sie ihr erstes Tor für die A-Nationalmannschaft zum zwischenzeitlichen 5:0 gegen die Slowakei (Endstand: 6:0).
Sie wurde auch für die wegen der COVID-19-Pandemie um ein Jahr verschobenen Olympischen Spiele 2020 nominiert, zunächst als Reserve. Nach Aufstockung der Kader wegen der Pandemie gehörten auch die Backups zum Kader. Bei den Spielen stand sie beim 2:0-Sieg im dritten Gruppenspiel gegen Neuseeland, bei dem einige Stammspielerinnen nach den beiden vorherigen Siegen geschont wurden, in der Startelf. Danach wurde sie nicht mehr eingesetzt. Am Ende sprang für die Schwedinnen wie 2016 die Silbermedaille heraus, da im finalen Elfmeterschießen vier ihrer Mitspielerinnen ihren Elfmeter nicht verwandeln konnten.
In der erfolgreichen Qualifikation für die WM 2023 wurde sie in drei Spielen eingewechselt und erzielte zwei Tore.  Bei der EM-Endrunde in England, die wegen der COVID-19-Pandemie auch um ein Jahr verschoben wurde, hatte sie nur einen Kurzeinsatz im Gruppenspiel gegen die Schweiz. Mit einer 0:4-Niederlage gegen Gastgeber England schieden die Schwedinnen im Halbfinale aus.
Sie wurde für die WM-Endrunde 2023 nominiert, kam in sechs der sieben Spiele ihres Teams zum Einsatz, wobei sie fünfmal in der Schlussphase oder den Schlussminuten eingewechselt wurde. Lediglich im dritten Gruppenspiel gegen Argentinien, als einige Stammspielerinnen geschont wurden, spielte sie über 90 Minuten und erzielte eins ihrer drei Turniertore. Durch eine 1:2-Niederlage im Halbfinale gegen die Spanierinnen verpasste sie mit ihrer Mannschaft das Finale. Dabei konnte sie in der 88. Minute elf Minuten nach ihrer Einwechslung den Ausgleich erzielen, die Spanierinnen aber postwendend das Siegtor erzielen. Durch einen 2:0-Sieg im Spiel um Platz 3 über die Nationalmannschaft Australiens gewann sie die Bronzemedaille. Zusammen mit Fridolina Rolfö war sie zweitbeste Torschützin ihrer Mannschaft.
Am 11. Juni 2025 wurde sie für die EM-Endrunde nominiert. Sie wurde nur im ersten Gruppenspiel ihrer Mannschaft und dem Viertelfinale eingewechselt und schied mit ihr nach einem verlorenen Elfmeterschießen gegen Titelverteidiger England aus. Dabei war sie drei Minute vor dem Elfmeterschießen eingewechselt worden, kam in diesem aber nicht zum Einsatz.

## Erfolge
Vereine 
- Schwedische Meisterschaft 2020 mit Kopparbergs/Göteborg FC
- DFB-Pokal-Siegerin 2021 mit VfL Wolfsburg
- Deutsche Meisterin 2022 mit VfL Wolfsburg
- Deutsche Pokalsiegerin 2022, 2023, 2024 mit VfL Wolfsburg

Schweden U19
- Gewinn der U-19-Fußball-Europameisterschaft der Frauen: 2015

 A-Nationalmannschaft
- 2021: Silbermedaille bei den Olympischen Spielen 2020
- 2023: Bronze bei der Fußball-Weltmeisterschaft der Frauen 2023